# أليكس كريستي
أليكس كريستي (بالإنجليزية: Alex Christie)‏ (28 سبتمبر 1873 في المملكة المتحدة - ) هو مدرب كرة قدم ولاعب كرة قدم بريطاني (وحمل سابقاً جنسية المملكة المتحدة لبريطانيا العظمى وأيرلندا) في مركز قلب الدفاع. شارك مع منتخب اسكتلندا لكرة القدم. أما مع النوادي، فقد لعب مع نادي كوينز بارك.

## وصلات خارجية
- أليكس كريستي على موقع الاتحاد الإسكتلندي (الإنجليزية)
- أليكس كريستي على موقع قاعدة بيانات كرة القدم.إي يو (الإنجليزية)